# Michael White (Bobfahrer)
Michael White (* 5. November 1964 in Saint Mary) ist ein ehemaliger jamaikanischer Bobfahrer, der Mitglied der ersten jamaikanischen Bobmannschaft war.

## Biografie
Als die beiden US-amerikanischen Geschäftsmänner William Maloney und George Fitch, die geschäftlich in Jamaika waren, bei einem Seifenkistenrennen die Ähnlichkeit zum Bobsport sahen, hatten sie die Idee eine jamaikanische Bobmannschaft zu gründen und diese zu den Olympischen Winterspielen 1988 in Calgary zu schicken. Da im Bobsport ein schneller Start ein wichtiger Bestandteil ist, wollten die beiden Sprinter der Sommerspiele für das Team zu rekrutieren. Da sie jedoch auf Ablehnung gestoßen waren, wandten sie sich dem Militär zu. Im Oktober 1987, knapp 5 Monate, vor den Spielen in Calgary bildeten Dudley Stokes als Pilot, Devon Harris, Michael White und Caswell Allen die erste jamaikanische Bobmannschaft.
Zusammen mit der Jamaica Olympic Association wurden ein Bob und Rennanzüge in den jamaikanischen Landesfarben beschafft. Als Anschieber von Dudley Stokes trat White im Zweierbob an und belegte den 30. von insgesamt 41. Plätzen. Somit waren sie die ersten zwei Jamaikaner in der Geschichte, die an Olympischen Winterspielen teilgenommen haben.
Da Caswell Allen in Calgary mehr das Nachtleben genoss, als sich auf den Wettkampf zu konzentrieren, wurde dieser aus der Mannschaft ausgeschlossen und durch Chris Stokes ersetzt. Chris Stokes, der Bruder von Dudley Stokes, war ein sehr guter Sprinter, jedoch war er zuvor noch nie in einem Bob gesessen. Die Mannschaft belegte nach dem ersten Lauf den 24. von 26. Plätzen. Nach einem Sturz im letzten der vier Läufe war jedoch für die Vier, die viele Sympathien gewonnen hatten, das Rennen zu Ende. Trotz ihres Sturzes, schob die Crew ihren Bob bis ins Ziel und verkörperte dabei das Motto: „Dabei sein ist alles“.
Bei den Olympischen Winterspielen 1992 trat White nur im Viererbobrennen an. Mit den beiden Stokes Brüdern, Devon Harris und Richard McIntosh belegte die Mannschaft den 25. von 31 Plätzen.

## Trivia
1993 produzierte Disney einen erfolgreichen Spielfilm mit dem Titel Cool Runnings über die Olympiateilnahme 1988, der eine fiktive Geschichte um das erste Antreten einer jamaikanischen Bobmannschaft bei Olympischen Spielen zum Inhalt hat.